# Lovelace (kráter)

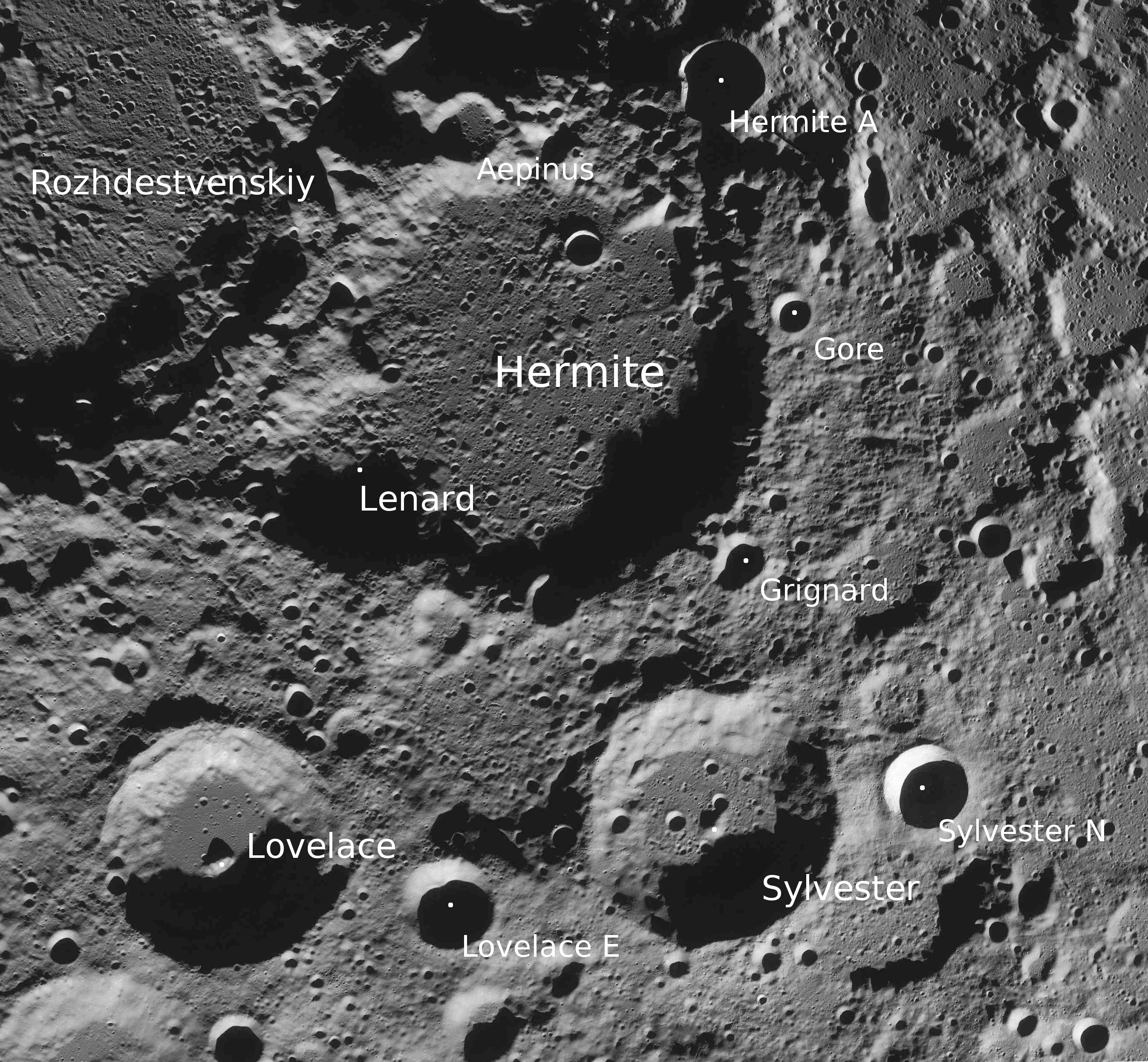
Poloha kráteru Lovelace.

Lovelace je impaktní kráter nacházející se blízko severního pólu v librační oblasti Měsíce. Ze Země je tudíž pozorovatelný jen občas a s velkým zkreslením. Vzhledem k jeho poloze na něj dopadá sluneční svit pod nízkým úhlem. Kráter má průměr 54 km. Na dně je malý centrální pahorek. Severně leží větší kráter Hermite (společně s kráterem Lenard) a východně pak obdobně velký Sylvester. Jižně se nachází kráter Froelich. Mezi Lovelacem a Sylvestrem leží Haber, který byl pojmenován v roce 2009.

## Název
Pojmenován byl na počest amerického lékaře Williama Randolpha Lovelace II.

## Satelitní krátery
V okolí kráteru se nachází několik dalších kráterů. Ty byly označeny podle zavedených zvyklostí jménem hlavního kráteru a velkým písmenem abecedy.
| Lovelace | Sel. šířka | Sel. délka | Průměr |
| -------- | ---------- | ---------- | ------ |
| E        | 82,1° S    | 93,3° Z    | 23 km  |